# Тулишэнь
Тулишэнь (кит. трад. 圖理珅, пиньинь Túlǐshēn, 1667—1741) — маньчжурский чиновник и дипломат империи Цин. 
Тулишэнь был маньчжуром «чисто-жёлтого знамени» и принадлежал к клану Аян Гьоро. В 1712 году, после того, как он проработал на некоторых второстепенных постах в цинском правительстве, император, правивший под девизом «Канси», назначил его в цинское посольство к Аюке-хану (годы правления 1672—1724) в нижнее Поволжье в Калмыцкое ханство (данное посольство является по совместительству первым китайским посольством в Европу). Калмыцких кочевий дипломатическая группа во главе с Агадаем, в 1714 году. Целью посольства являлось попытка склонить калмыков к совместной войне против Джунгарского ханства. Не выполнив поставленную дипломатическую миссию, группа уже в 1715 году вернулась в Пекин. 
Путешествие по сибирским землям России заняло три года, и Тулишэнь позже описал это путешествие в своём путеводителе «Экзотический отчёт» или «Повествование о китайском посольстве хану тургуских татар», опубликованном в 1723 году. Путеводитель произвёл большое впечатление на многих читателей в Европе и позже появилось в переводе на английский, немецкий, русский и французский языки.
В 1720 году он занимался измайловской миссией в Пекин. В 1727 году Тулишэнь был главой цинской делегации при заключении Кяхтинского мира с российским представителем Саввой Лукичем Владиславовичем-Рагузинским. Однако по возвращении в столицу он был обвинен в неправомерном поведении во время переговоров по соглашению, а также в разглашении военных секретов в начале своей карьеры. Его судили и приговорили к смерти в 1728 году, но император, правивший под девизом «Юнчжэн», в конце концов простил его. После восшествия на престол следующего императора Тулишэнь получил ряд важных постов в правительстве, но позже был вынужден уйти в отставку из-за плохого состояния здоровья.